# Girolamo Tessari
Pour les articles homonymes, voir Tessari.
Girolamo Tessari  surnommé Girolamo dal Santo (Padoue v. 1480 - ap. 1561) est un peintre italien  qui fut actif au  XVIe siècle.

## Biographie
Girolamo Tessari est le fils d'un peintre, Battista Tessari. On ne connaît rien sur sa formation et sur sa vie malgré les nombreux travaux qu'il a réalisé exclusivement à Padoue. Son surnom « dal Santo », par lequel il est mieux connu, provient de l'endroit où il a vécu, le quartier Santo de Padoue, près de l'église de Sant'Antonio. 
Ses premières œuvres connues sont les fresques de la Scuola di Antonio : le Miracle du verre (1511) et la Mort de saint Antoine (1513). 
Celles-ci révèlent l'influence de l'école vénitienne, en particulier celle de l'art de Giovanni Bellini, les œuvres tardives de Mantegna, ainsi que des similitudes avec les fresques contemporaines de Padoue du Titien (Scuola di san Antonio) et du Il Romanino Vierge à l'Enfant avec saints (Musée Civique de Padoue). 
Les décorations à fresque dans la Scuola del Santo ont été réalisées en plusieurs phases à partir de 1513 : la Morte del Santo (« Mort du saint »), le Miracolo del bambino annegato (« Miracle de l'Enfant noyé »), dit aussi  Miracolo della navicella (« Miracle de la barcarolle »), le Miracolo dell’avaro (« Miracle de l'Avare », le Miracolo della mula (« Miracle de la Mule ». En collaboration les fresques représentant Il miracolo di Aleardino (« Le Miracle d'Aleardino ») et La predica ai pesci (« La prêche aux Poissons ») dans l'antisacristie du saint (1519). 
La décoration de l'abside de l'église Santa Maria in Vanzo (v.1520), Incoronazione della Vergine sul catino (« couronnement de la Vierge sur la Bassine »), une série de tondi avec le buste du Christ et les symboles des évangélistes et les six prophètes dans les lunettes. 
Les œuvres réalisées entre 1518 et 1523 : La Déposition du Christ de la Croix (Musée civique de Padoue), la Preghiera nell’orto (« La prière dans le Jardin ») (Couvent Santa Giustina), La Déposition dans le Sépulcre(Musée Civique) ainsi que la décoration de la chapelle Santa Maria dans l'église San Francesco, qui lui a été commissionnée par la Scuola della Carità, représentant des scènes de la vie de Marie coïncident avec une nouvelle phase dans la vie du peintre. 
Les fresques à la Scoletta del Carmine (v.1530) sont à situer après la fin des travaux à San Francesco et avant ceux de l'oratorio del Redentore de la Confraternita del Redentore (à partir de 1537 ont été probablement réalisées en deux phases distinctes vu la différence de style entre les deux panneaux. 
Les fresques dans le Capitolo del convento di Praglia, sont postérieures aux précédentes (avec la représentation de la Déposition dane le sépulcre, des Prophètes, de Saint Benoît et de Sainte Justine) 
Les décorations du cloître majeur du couvent de Santa Giustina (1547 - 1549), avec des scènes tirées de la vie de San Benedetto. 
Des tableaux de sa composition sont visibles au musée Museo Poldi Pezzoli à Milan.

## Principales œuvres
- Fresques (1511), Basilique de Saint Antoine, Padoue.
  - Miracolo del bicchiere di vetro di Aleardino (Miracle du verre) (1511), Scuola di Sant' Antonio, Padoue[1].
  - Miracolo eucaristico della mula (v. 1515)
  - Sacro transito di sant’Antonio (1513),
  - Sant’Antonio risuscita il piccolo Tommasino (1524),
- Déposition du Christ (v.1536), sala del Capitolo, Abbazia di Praglia,

## Sources
- Voir liens externes